# Cierrey
Cierrey település Franciaországban, Eure megyében. Lakosainak száma 808 fő (2022. január 1.). Cierrey Boncourt, Caillouet-Orgeville, Le Cormier, Miserey és Le Val-David községekkel határos.

## Népesség
A település népességének változása:
| Lakosok száma | 182  | 466  | 806  | 708  | 696  | 727  | 743  | 768  | 774  | 808  |
|               | 1968 | 1982 | 1990 | 2006 | 2013 | 2015 | 2017 | 2019 | 2020 | 2022 |